# 호헌 3파
호헌 3파(일본어: 護憲三派 고켄산파[*])란 제2차 호헌 운동을 일으킨 입헌정우회・헌정회・혁신구락부 3개 정당을 말한다. 정당내각 수립과 보통선거 실현, 귀족원 개혁, 재정개혁 등을 내걸었다. 1924년(다이쇼 13년) 1월 18일 각 당 당수인 다카하시 고레키요・가토 다카아키・이누카이 쓰요시가 회의하여 성립되었으, 막후에서 미우라 고로가 거간꾼 노릇을 했다. 이듬해 혁신구락부가 입헌정우회에 흡수되었고, 가토 다카아키 내각이 사직하면서 해소되었다.
일반적으로 제2차 호헌 운동은 헌정옹호와 보통선거를 슬로건으로 이루어졌다고 생각된다. 하지만 실상을 살펴보면 정우회는 1920년(다이쇼 9년) 보통선거는 시기상조라는 이유로 중의원 해산을 하고 승리한 바 있으며, 개인 수준에서 보통선거 추진 선언이 허락되었으나 당 차원에서는 기존 노선과 배치되는 보통선거 실행을 슬로건으로 내걸 수 없었다. 오히려 정우회와 대립관계에 있던 기요우라 내각의 여당인 정우본당이 보통선거 추진을 구호로 삼았다. 또한 "헌정옹호"(헌정의 상도, 중의원 다수당에로의 정권이양)이라는 핑계에 대해서도 정우회는 초연내각이었던 가토 도모사부로 내각을 지지했기 때문에 키요우라 내각이 초연내각이라고 공격할 입장이 못 되었다. 따라서 정우회의 고이즈미 사쿠타로는 키요우라 내각에 "특권내각" 딱지를 붙이는 도각운동을 기획하고, 정우회 총재 다카하시 고레키요에게 자작 작위를 아들에게 물려주고 귀족원 의원을 사직한 뒤 중의원에 출마할 것을 진언했다. 다카하시도 헌정회 총재 가토 다카아키에게 대항할 방법을 고려하고 있었기 때문에 이를 실행에 옮겼다. 이누카이의 혁신구락부도 제2차 야마모토 내각에서 체신대신에 입각한 실적이 있기에 초연내각을 비판할 자격이 없었다. 또한 이누카이는 가토 다카아키에게 원한을 사고 있었다. 이름은 호헌 3파라고 하지만 이 중에 헌정옹호, 보통선거를 주장할 자격이 있는 것은 오랫동안 야당에 머무른 가토 다카아키의 헌정회 뿐이었고, 정우회와 혁신구락부 입장에선 핑계에 지나지 않는 것이었다.